# 邓培德 (1927年)
邓培德（1927年—），江蘇無錫人，同濟大學排水工程教授（1956年-1989年退休）。
1952年高考，進同濟大學上下水道专业，1956年畢業留校任教。文革時被整，他回憶「年轻时政治运动不断，浪费了很多宝贵时间，很多年华是虚度的。因为头上有着两只帽子：资产阶级孝子贤孙与走白专道路，因此成为老运动员，生活在抑压与迷茫之中。」

## 來源
1. 1 2  邓培德. . 《给水排水动态》. 2006, (6).
2. ↑  . 同济大学. 2016-03-14  [2020-10-08]. （原始内容存档于2020-10-10）.